# Campionato mondiale femminile di pallacanestro Under-21 2003
Il 1º Campionato mondiale femminile di pallacanestro Under-21 (noto anche come 2003 World Championship for Young Women) si è svolto in Croazia nella città di Sebenico, dal 25 luglio al 3 agosto 2003.

## Classifica finale
| Campione del Mondo | Campione del Mondo | Campione del Mondo |
| --- | ------------------ | --- |
| Stati Uniti under 214 Pondexter, 5 Matter, 6 Beard, 7 Whalen, 8 Wecker, 9 Wright, 10 Augustus, 11 Mann, 12 Ohlde, 13 Johnson, 14 Thomas, 15 Polk, All. - |                    | |
| Argento | Brasile            | Brasile under 214 Karen, 5 Fabí, 6 Nathália, 7 Ana Flávia, 8 Cláudia, 9 Fernanda, 10 Silvinha, 11 Kátia, 12 Lelê, 13 Flávia, 14 Érika, 15 Grazy, All. Paulo Bassul                                |
| Bronzo | Francia            | Francia under 214 Lepron, 5 Tomaszewski, 6 Krawczyk, 7 Bertal, 8 Godin, 9 Dumerc, 10 Skrela, 11 Gomis, 12 Sy, 13 Reghaïssia, 14 Bonnan, 15 Ndongue, All. -                                        |
| 4. | Croazia            | Croazia under 214 M. Periša, 5 Čakić, 6 Gambiraža, 7 Vukičević, 8 Špac, 9 Fabbri, 10 T. Periša, 11 Lelas, 12 Mazić, 13 Vejin, 14 Slišković, 15 Zubak, All. -                                      |
| 5. | Australia          | Australia under 214 S. Richards, 5 K. Wilson, 6 Hammonds, 7 C. Wilson, 8 Foley, 9 Musselwhite, 10 G. Richards, 11 Grima, 12 Summerton, 13 Randall, 14 Hennessy, 15 Bowley, All. -                 |
| 6. | Russia             | Russia under 214 Fomina, 5 Charčenko, 6 Demagina, 7 Sytnjak, 8 Sapova, 9 Šulepova, 10 Malyševa, 11 Koroleva, 12 Kolosovskaja, 13 Sokolovskaja, 14 Tamuljanis, 15 Lapteva, All. Ravil' Čerement'ev |
| 7. | Cina               | Cina under 214 Song X., 5 Shao, 6 Ji Y., 7 Bai, 8 Zhang W., 9 Bian, 10 Chen Lixin, 11 Song L., 12 Chen Lisha, 13 Zhang X., 14 Ji X., 15 Liu, All. -                                               |
| 8. | Lettonia           | Lettonia under 214 Eibele, 5 Galilējava, 6 Zemmere, 7 Kārkliņa, 8 Audere, 9 Zeķīte, 10 Jēkabsone, 11 Teilāne, 12 Kalniņa, 13 Cinīte, 14 Kubliņa, 15 Brumermane, All. -                            |
| 9. | Rep. Ceca          | Rep. Ceca under 214 Sedláčková, 5 Vlková, 6 Zohnová, 7 Kučerová, 8 Uhrová, 9 Maňáková, 10 Ondřejová, 11 Brantlová, 12 Větrovcová, 13 Kulichová, 14 Rejchová, 15 Burgrová, All. -                  |
| 10. | Argentina          | Argentina under 214 Cacciapuoti, 5 C. Fernández, 6 Liñeira, 7 Cafure, 8 Cava, 9 Chesta, 10 Vega, 11 Melogneo, 12 Pavón, 13 Reggiardo, 14 Sandes, 15 Sáenz, 16 F. Fernández, All. -                |
| 11. | Corea del Sud      | Corea del Sud under 214 Hong, 5 Kim M., 6 Park, 7 Lee H., 8 Sin, 9 Kwon, 10 Jeong S., 11 Lee M., 12 Kim S., 13 Kim J., 14 Jeong M., 15 Gwak, All. Park Jeong-suk                                  |
| 12. | Tunisia            | Tunisia under 214 Ammar, 5 Taous, 6 Chargui, 7 Zagrouba, 8 Chelly, 9 Ouerghi, 10 Gannar, 11 Zaghdoud, 12 Soltani, 13 Khelil, 14 Mnasria, 15 Ksouri, All. -                                        |